# La Toya Jackson
La Toya Yvonne Jackson primo voto Gordon (ur. 29 maja 1956 w Gary) – amerykańska piosenkarka, aktorka, autorka tekstów i modelka.

## Życiorys
Jest piątą z dziewięciorga dzieci Josepha i Katherine Scruse Jacksonów, dorastała w rodzinie Świadków Jehowy. Twierdzi, że w dzieciństwie była wykorzystywana seksualnie przez ojca.
W 1980 zadebiutowała solowo albumem, zatytułowanym po prostu La Toya Jackson. Od tamtej pory wydała  dziewięć albumów studyjnych i jeden minialbum. Wystąpiła w kilku filmach, zapozowała do zdjęć do „Playboya” (wydanie z marca 1989) i wydała książkę autobiograficzną pt. „La Toya: Dorastanie w rodzinie Jacksonów” („La Toya: Growing Up in the Jackson Family”, 1991).
W latach 1989–1997 była zamężna ze swoim menedżerem, Jackiem Gordonem.

## Dyskografia
- 1980: La Toya Jackson
- 1981: My Special Love
- 1984: Heart Don't Lie
- 1986: Imagination
- 1988: La Toya
- 1989: Bad Girl
- 1991: No Relations
- 1992: Formidable
- 1994: From Nashville to You
- 1995: Stop in the Name of Love
- 2011: Startin’ Over